# Gebhard III. (Regensburg)

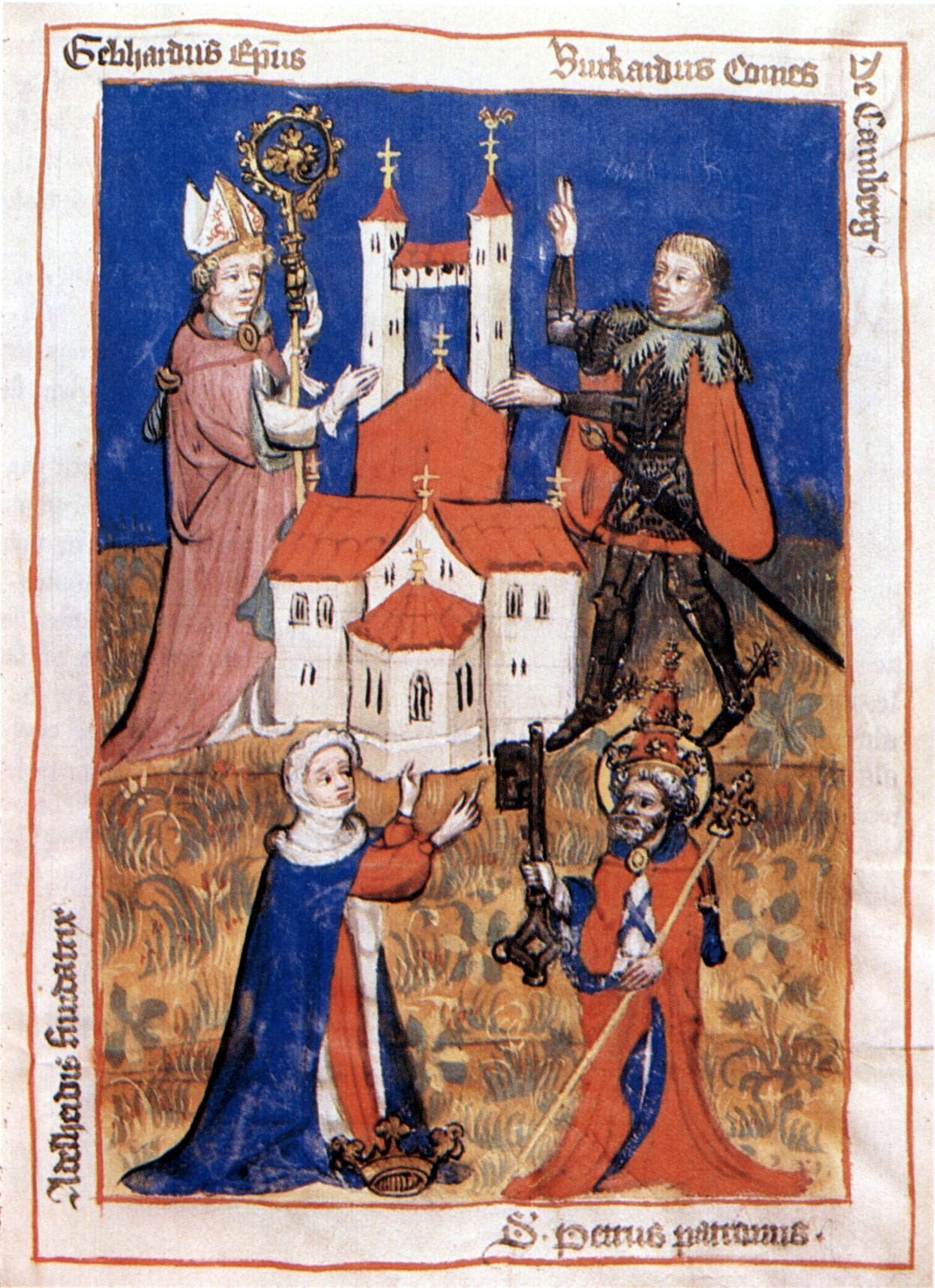
Illustration im Öhringer Obleybuch. Links oben der Bischof als Stifter des Chorherrenstifts Öhringen

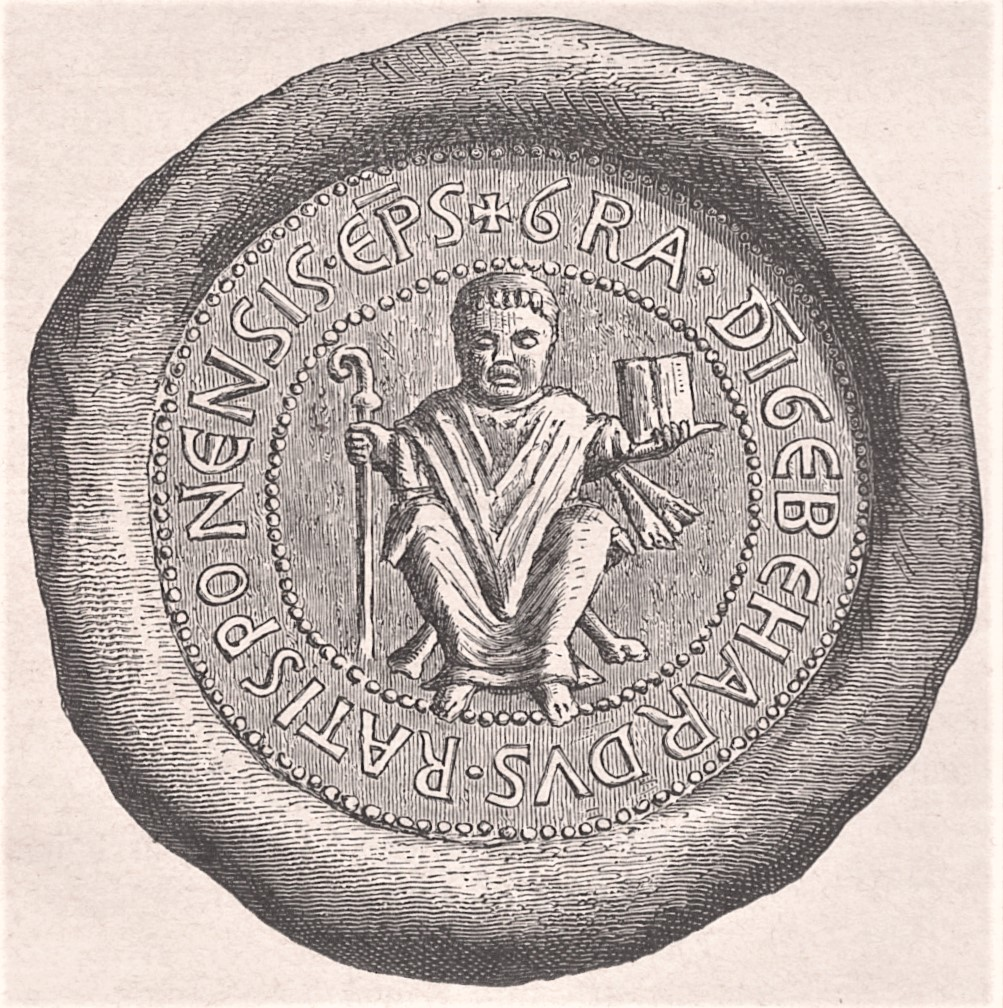
Siegel des Bischofs Gebhard III. von Regensburg auf dem Öhringer Stiftungsbrief. von 1037. Umschrift: GRatiA DeI GEBEHARDUS RATISPONENSIS EPiscopuS.

Gebhard III. (* Anfang des 11. Jahrhunderts; † 2. Dezember 1060 in Regensburg) war 16. Bischof von Regensburg von 1036 bis 1060.

## Herkunft
Die Abstammung Gebhards in väterlicher Linie ist nicht vollständig gesichert, möglicherweise entstammte er als Sohn Poppos (V.) dem Geschlecht der Popponen. Über seine Mutter, Adelheid von Metz, war er ein Halbbruder König Konrads II. Seine Schwester namens Biliza war mit einem Graf Hartwig verheiratet. Aus dieser Ehe ging Papst Viktor II. hervor.

## Bischof
Unmittelbar zu Beginn seiner Amtszeit als Regensburger Bischof gründete er gemeinsam mit seiner Mutter das Chorherrenstift Öhringen, worauf sich der Öhringer Stiftungsbrief bezieht. Gegenüber dem Kloster Sankt Emmeram versuchte er seinen Einfluss durch Absetzung mehrerer Äbte und die Erhebung finanzieller Ansprüche geltend zu machen. Der Mönch Otloh von St. Emmeram berichtete von einem Einsiedler, der den Bischof samt dem Prager Bischof Severus in einer Vision auf „glühenden Thronen in der Hölle erblickte“.

## Verhältnis zu Kaiser Heinrich III.
Gebhard III. kämpfte 1040 unter Heinrich III. gegen den böhmischen Herzog Břetislav I. Er nahm 1044 am ungarischen Feldzug und 1046 am Italienzug teil. Eigenmächtig führte Gebhard III. 1049 und 1050 Beutezüge gegen die Ungarn, diese verwüsteten bei einer Verfolgung die Neumark. Das Hochstift Regensburg leitete Verteidigungsmaßnahmen ein. Auch Heinrich III. ging ab 1051 gegen die Ungarn unter König Andreas I. vor. Dieser rief Papst Leo IX. als Vermittler an. In der Folge zog sich Heinrich III. zurück. Gebhard III. kehrte 1052 zusammen mit Kaiser und Papst nach Regensburg zurück. 1055 fand sich Gebhard III. erneut im Heer Heinrichs III., in Rom. 
Mit der straffen Führung Heinrichs III. unzufrieden, verstrickte Gebhard III. sich in einen Mordkomplott gegen den Kaiser. Der Mitverschwörer Welf III., der unerwartet erkrankte, verriet diesen Plan und Gebhard III. wurde daraufhin auf Burg Wülflingen – Tschudi spricht von Burg Hohenstoffeln – gefangen gesetzt. 1056 wurde er begnadigt und wieder freigelassen. Nach den Annalen von Niederaltaich soll dies im Juli in Worms geschehen sein.